# (9418) Mayumi
(9418) Mayumi – planetoida z pasa głównego asteroid okrążająca Słońce w ciągu 3 lat i 88 dni w średniej odległości 2,19 j.a. Została odkryta 11 listopada 1995 roku w obserwatorium w Chichibu przez Naoto Satō i Takeshiego Uratę. Nazwa planetoidy pochodzi od Mayumi Sato, żony jednego z odkrywców. Przed nadaniem nazwy planetoida nosiła oznaczenie tymczasowe (9418) 1995 WX5.